# Forte di Marina di Castagneto Carducci
Il Forte di Marina di Castagneto Carducci si innalza nel comune di Castagneto Carducci (LI), lungo la costa bagnata dal Mar Ligure.

## Storia
La costruzione del forte risale alla seconda metà del XVIII secolo.
La struttura, ideata da Deodato Raj, aveva, come i gemelli e coevi Forte di Bibbona e Forte dei Marmi, molteplici scopi: oltre a proteggere la costa dagli attacchi dei pirati, essa costituiva un avamposto per la vigilanza sanitaria e la lotta al contrabbando. Inoltre, la sua realizzazione era legata alla riforma del sistema doganale del Granducato di Toscana decretata da Pietro Leopoldo: infatti, il forte aveva la possibilità di vendere e avviare trattative per conto delle fattorie della zona, divenendo così un vero e proprio punto di riferimento per la spedizione di merci via mare.
Con l'Unità d'Italia, nel 1862 fu istituita la Guardia di Finanza, che si insediò all'interno del fortilizio fino a quando, il 15 luglio 1977, non abbandonò definitivamente la struttura.
Precedentemente, il Forte di Marina di Castagneto era stato affidato anche ai Della Gherardesca e al Comune.
A partire dagli anni cinquanta del Novecento, attorno al forte si è sviluppato il moderno insediamento di Marina di Castagneto Carducci, che, durante il periodo estivo, è meta di un notevole afflusso turistico.

## Descrizione
Il complesso è composto da due corpi di fabbrica adiacenti.
Il primo è costituito da un bastione rivolto verso il mare, caratterizzato da un muraglione in mattoni a facciavista, mentre il secondo è un fabbricato a pianta quadrata, dove in origine erano situati i locali del corpo di guardia e, al piano terreno, le stalle dei cavalleggeri; infatti, i cavalleggeri avevano il compito di ispezionare la costa muovendosi di avamposto in avamposto.

## Galleria d'immagini

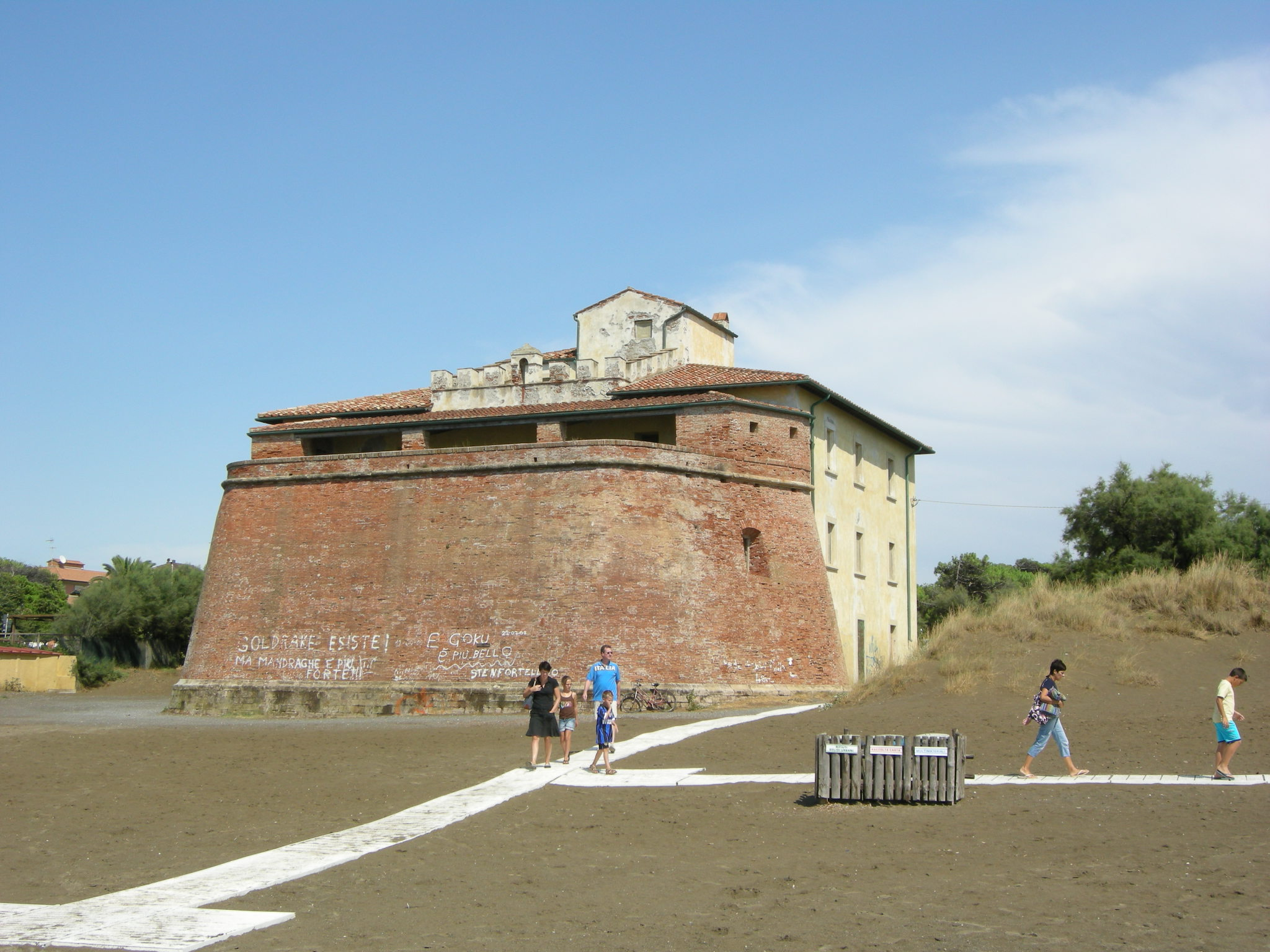
Veduta dalla spiaggia
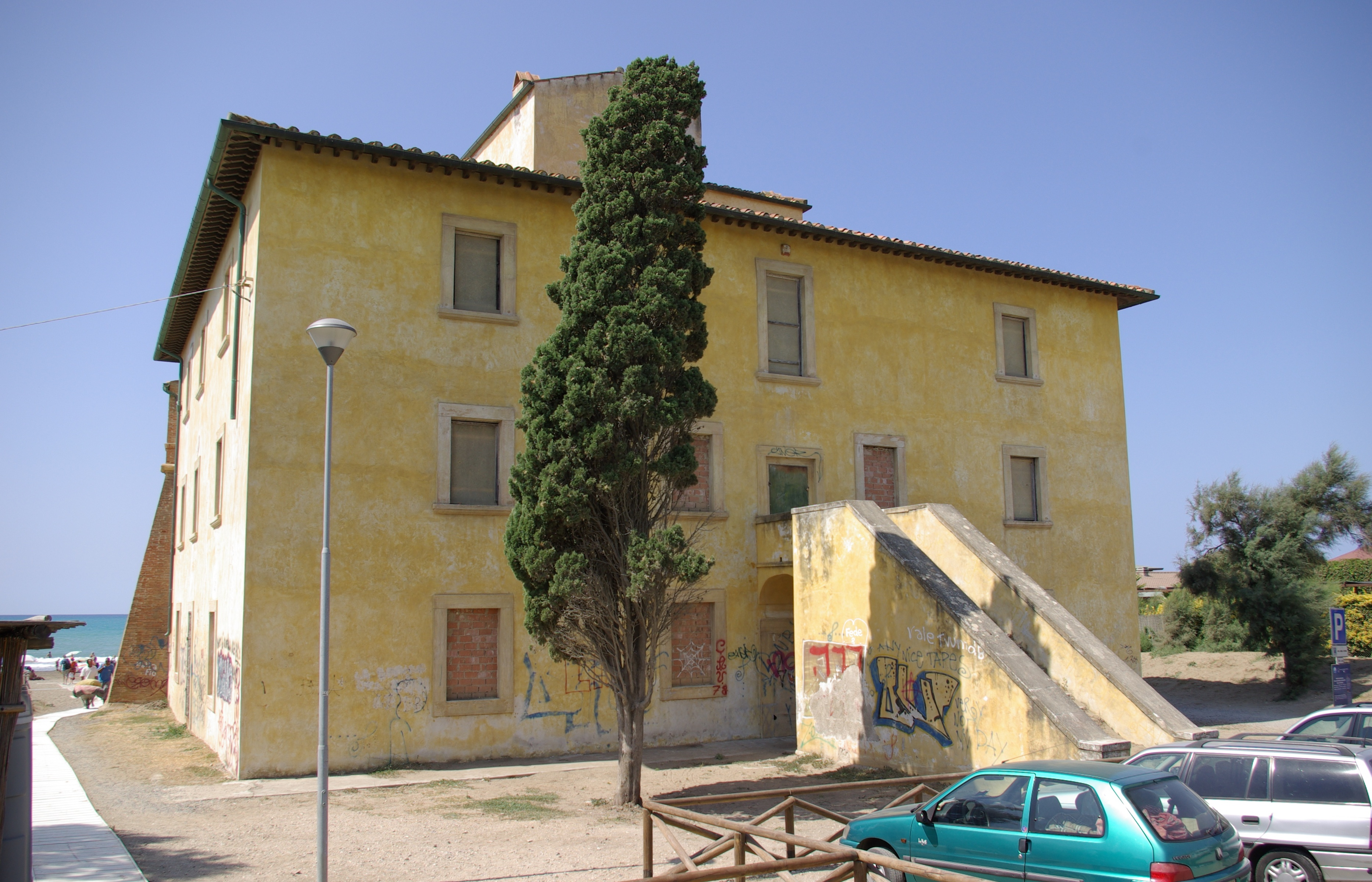
L'accesso